# Sekhemkarê Amenemhat
Pour les articles homonymes, voir Amenemhat.
Sekhemkarê Amenemhat est un roi de la XIIIe dynastie dont le règne se situe vers -1796 environ à -1793 (selon Kim Steven Bardrum Ryholt) ou -1746 à -1743 (selon Detlef Franke). Selon plusieurs égyptologues, Sekhemkarê Amenemhat-Senbef et lui sont deux rois différents, tandis que pour d'autres,,, ils ne forment qu'une seule et même personne.

## Attestations
Une statue à son effigie a été également découverte à Éléphantine et porte l'inscription suivante :
« Le dieu bon, le seigneur du double pays, maître des cérémonies, le roi de la Haute et de la Basse Égypte Sekhemkarê, le fils de Rê Amenemhat, aimé de Satis, dame d'Éléphantine, puisse-t-il vivre éternellement. »
Cette statue fragmentaire a été retrouvée en deux temps. La tête avec une partie du buste a été découverte sur le site au XIXe siècle et depuis, est conservée au Kunsthistorisches Museum de Vienne, alors que la plupart de la partie inférieure, avec l'inscription sus-mentionnée permettant son identification, a été mise au jour au siècle suivant et est exposée au musée de la Nubie à Assouan.
Le Canon royal de Turin cite en deuxième position pour la XIIIe dynastie un roi nommé Sekhemkarê ...f et en troisième position un roi nommé Amenemhatrê (le -Rê étant probablement une erreur de copie) :
- selon ceux qui considèrent Sekhemkarê Amenemhat-Senbef et Sekhemkarê Amenemhat comme deux rois différents, le nom en deuxième position correspond à Amenemhat-Senbef, le nom en troisième position à Amenemhat ;
- selon Julien Siesse, qui ne considère qu'un seul et même roi, le nom en deuxième position conrrespond à ce roi, le nom en troisième position se rapporte à Amény-Qémaou, Amény étant un diminutif du nom Amenemhat.

## Identité
Il y a un débat entre égyptologues sur la question de savoir si Sekhemkarê Amenemhat-Senbef est ou non le même roi que Sekhemkarê Amenemhat.

### Point de vue de deux rois distincts
Le nom de Sa-Rê complet du premier étant Amenemhat-Senbef, il a été interprété par Ryholt comme étant un nom filial : Senbef serait son nom et Amenemhat le nom de son père. Ainsi, il ne pourrait pas être identique au roi de la statue d'Éléphantine dont le nom de Sa-Rê est simplement Amenemhat,. Ryholt, mais aussi Baker, voient donc Sekhemkarê Amenemhat-Senbef et Sekhemkarê Amenemhat comme deux souverains différents, une opinion également partagée par Jürgen von Beckerath. Ryholt pense également que Sekhemkarê Amenemhat serait attesté sur le Canon royal de Turin en tant que roi distinct de Sekhemkarê Amenemhat-Senbef car le troisième roi de la dynastie selon le papyrus se nomme Amenemhatrê (le -Rê étant probablement une erreur de copie).
Ryholt et Baker affirment en outre que les règnes d'Amenemhat-Senbef et d'Amenemhat ont été séparés par le règne éphémère de Nerkarê,, tandis que von Beckerath pense que c'est Sekhemrê-Khoutaouy Paentjeny qui a régné entre les deux,.

### Point de vue d'un seul et même roi
À l'opposé, Detlef Franke, Stephen Quirke, Claude Vandersleyen et Julien Siesse pensent que Sekhemkarê Amenemhat-Senbef et Sekhemkarê Amenemhat sont une seule et même personne,,. Franke et d'autres considèrent Amenemhat-Senbef comme un double nom. En effet, la double dénomination était courante en Égypte et surtout à la fin de la XIIe et pendant la XIIIe dynastie,. Julien Siesse ajoute que le troisième nom du Canon royal de Turin, Amenemhatrê, se réfère, non pas à l'hypothétique Sekhemkarê Amenemhat distinct, mais à Amény-Qémaou, Amény étant le diminutif du nom Amenemhat. En effet, Siesse argumente que le quatrième nom sur le papyrus, Sehotepibrê, se rapporte à Hotepibrê Qémaou-Sa-Hornedjhéritef, fils d'Amény-Qémaou. Il associe d'ailleurs Amény-Qémaou à Nerkarê, et rejoint donc Ryholt sur ce point en faisant de ce roi le successeur Sekhemkarê Amenemhat-Senbef.

## Position chronologique
Selon le point de vue pris sur l'identification de de Sekhemkarê Amenemhat avec Sekhemkarê Amenemhat-Senbef, la position chronologique du roi diffère. Le Canon royal de Turin, les inscriptions sur le niveau du Nil à Semna en Nubie et le nom de Sa-Rê même des rois de ce début de XIIIe dynastie jouent tous un rôle important dans les différentes chronologies proposées par les égyptologues.
Le Canon royal de Turin, document datant de la XIXe dynastie, propose au début de la XIIIe dynastie la succession suivante :
- Khoutaouyrê,
- Sekhemkarê ...f,
- Amenemhatrê,
- Sehotepibrê.

Khoutaouyrê, nom de Nesout-bity du roi Khoutaouyrê Ougaf, est souvent considéré comme une inversion avec celui du roi Sekhemrê-Khoutaouy Amenemhat-Sobekhotep, placé sur le papyrus à une position plus tardive. Quant à Sehotepibrê, il est deux fois présents dans le papyrus, le premier est souvent considéré comme se rapportant à Hotepibrê Qémaou-Sa-Hornedjhéritef et le second à Sehotepibrê Sousekhtaouy. De plus, le -rê du nom Amenemhatrê est considéré comme une erreur du scribe, le nom devant être plutôt lu Amenemhat.
Les inscriptions de Semna tendent à établir la succession suivante :
- Amenemhat III
- Amenemhat IV
- Néférousobek
- Sekhemrê-Khoutaouy
- Sekhemkarê
- Nerkarê.

De plus, Hotepibrê Qémaou-Sa-Hornedjhéritef porte un nom de Sa-Rê, Qémaou-Sa-Hornedjhéritef, que les égyptologues considèrent comme prouvant qu'il est le fils du roi Amény-Qémaou. Enfin, Nerkarê est un nom de Nesout-bity, le nom de Sa-Rê de ce roi n'a pas été retrouvé, tandis qu'Amény-Qémaou est un nom de Sa-Rê et le nom de Nesout-bity de ce roi n'a pas non plus été retrouvé.
Ainsi, les différentes chronologies encadrent le début de la XIIIe dynastie par les règnes de Sekhemrê-Khoutaouy Amenemhat-Sobekhotep et de Hotepibrê Qémaou-Sa-Hornedjhéritef, les rois intermédiaires étant Sekhemkarê Amenemhat-Senbef, Sekhemkarê Amenemhat, Nerkarê et Amény-Qémaou.

### Point de vue de deux rois distincts
Kim Ryholt, qui considère les doubles noms comme étant des noms filiaux, considère six rois distincts en plaçant :
- Sekhemrê-Khoutaouy Amenemhat-Sobekhotep en tant que premier roi de la dynastie,
- Sekhemkarê Amenemhat-Senbef en tant que deuxième roi de la dynastie et l'associe à Seékhemkarê ...f du Canon royal de Turin et au Sekhemkarê des inscriptions de Semna,
- Nerkarê en tant que troisième roi de la dynastie du fait des inscriptions de Semna et pense que le Canon royal de Turin est lacunaire sur son nom,
- Sekhemkarê Amenemhat en tant que quatrième roi de la dynastie et l'associe à Amenemhatrê,
- Amény-Qémaou en tant que cinquième roi de la dynastie du fait qu'il est considéré comme étant le père du roi Hotepibrê Qémaou-Sa-Hornedjhéritef,
- Hotepibrê Qémaou-Sa-Hornedjhéritef en tant que sixième roi de la dynastie.

### Point de vue d'un seul et même roi
Julien Siesse, qui ne distingue pas Sekhemkarê Amenemhat-Senbef et Sekhemkarê Amenemhat, considère seulement quatre rois :
- il place Sekhemrê-Khoutaouy Amenemhat-Sobekhotep en tant que premier roi de la dynastie,
- il place Sekhemkarê Amenemhat-Senbef (= Sekhemkarê Amenemhat) en tant que deuxième roi de la dynastie, en accord avec le Canon royal de Turin et les inscriptions de Semna,
- il considère Nerkarê et Amény-Qémaou comme étant un seul et même roi, le premier étant le nom de Nesout-bity, le second celui de Sa-Rê, et est donc en accord avec d'une part le Canon royal de Turin (Amény étant le diminutif du nom Amenemhat, le nom inscrit Amenemhatrê correspondrait donc à ce roi), d'autre part les inscriptions de Semna, mais aussi avec le nom de Sa-Rê d'Hotepibrê lui-même, dont le père se nommait Qémaou,
- enfin, il place Hotepibrê Qémaou-Sa-Hornedjhéritef en tant que quatrième roi de la dynastie.